# Lagunas del Compadre

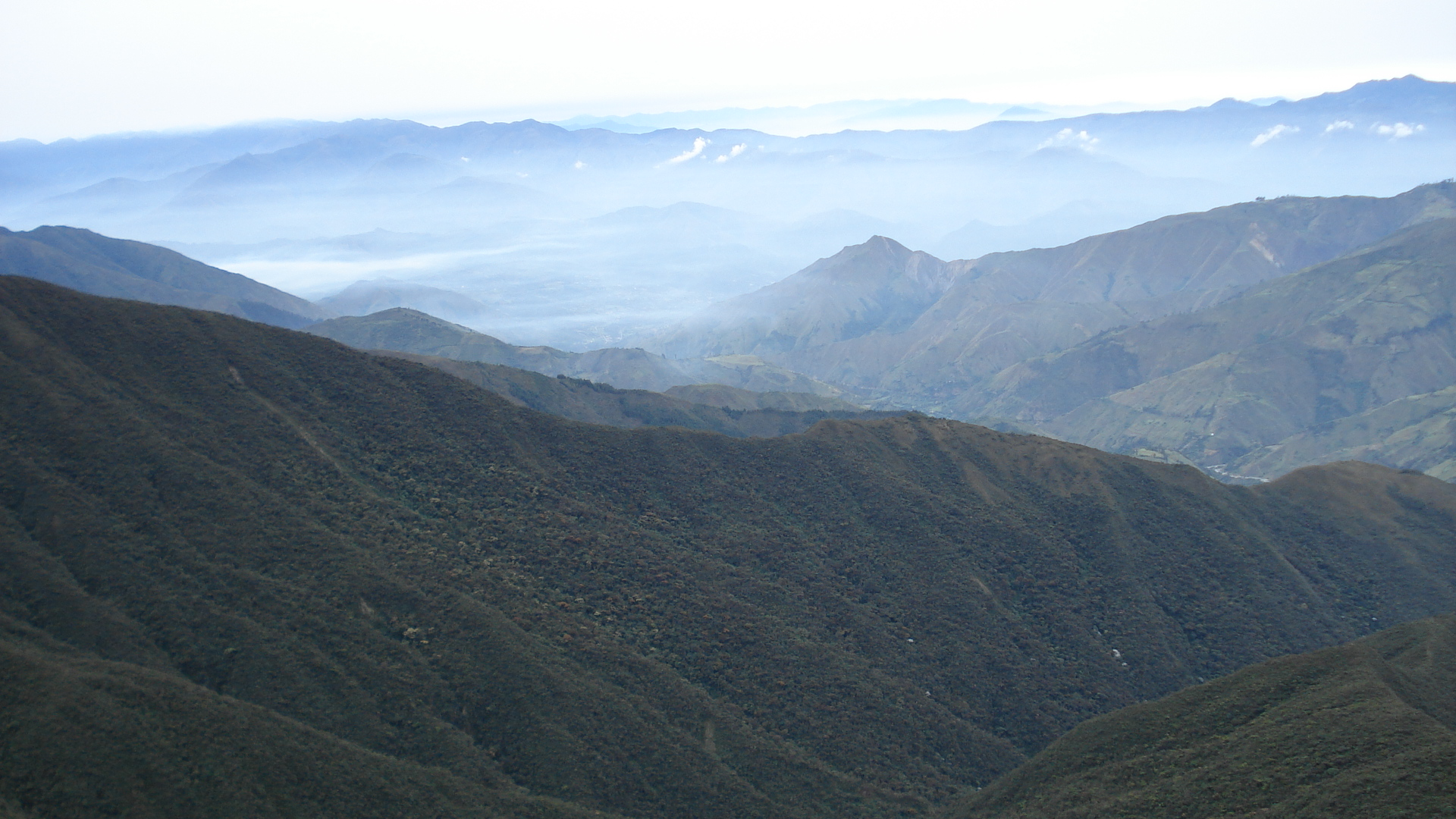
Caminata a las Lagunas del Compadre

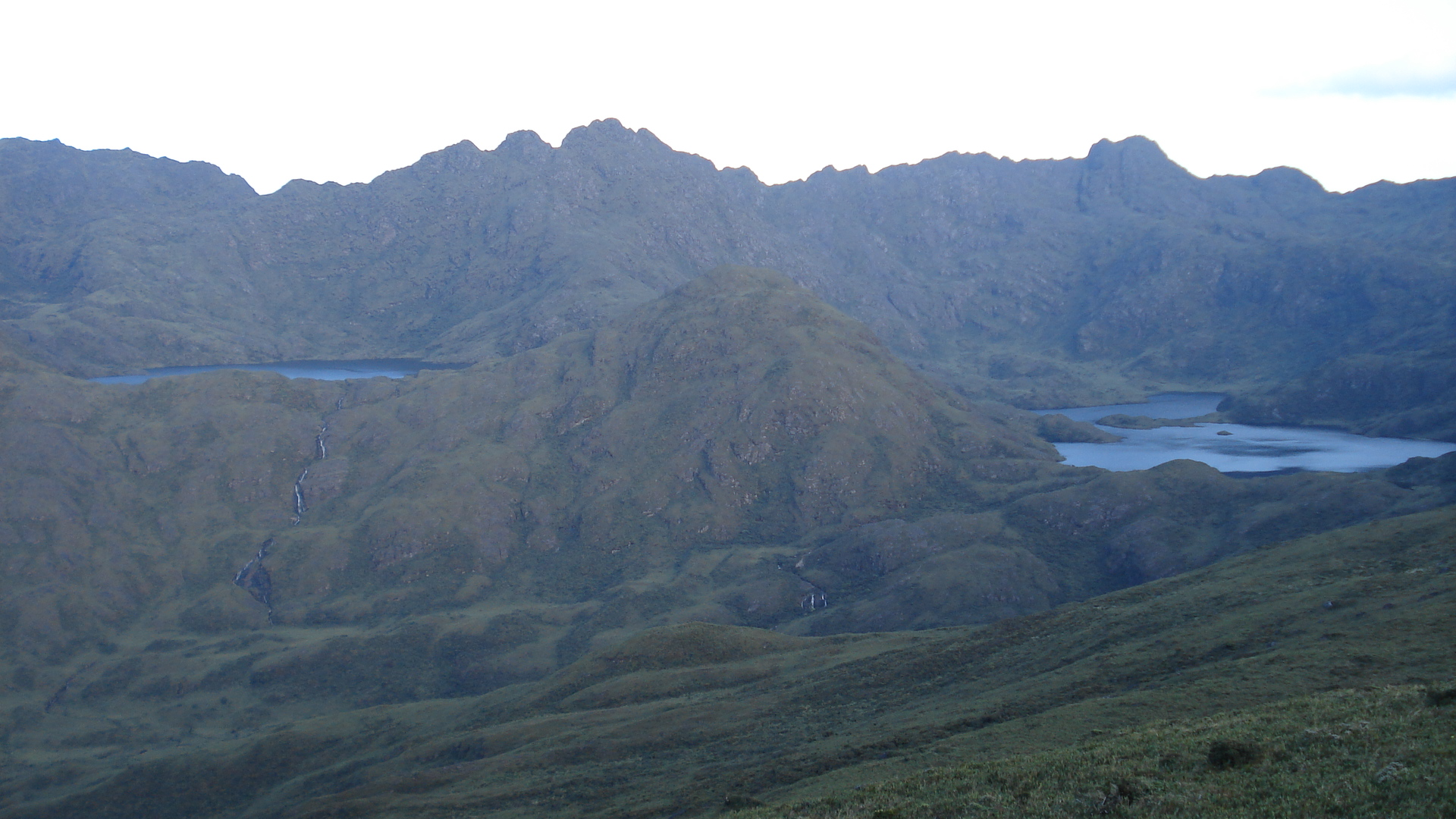
Aproximadamente 4 kilómetros antes de llegar a las Lagunas del Compadre

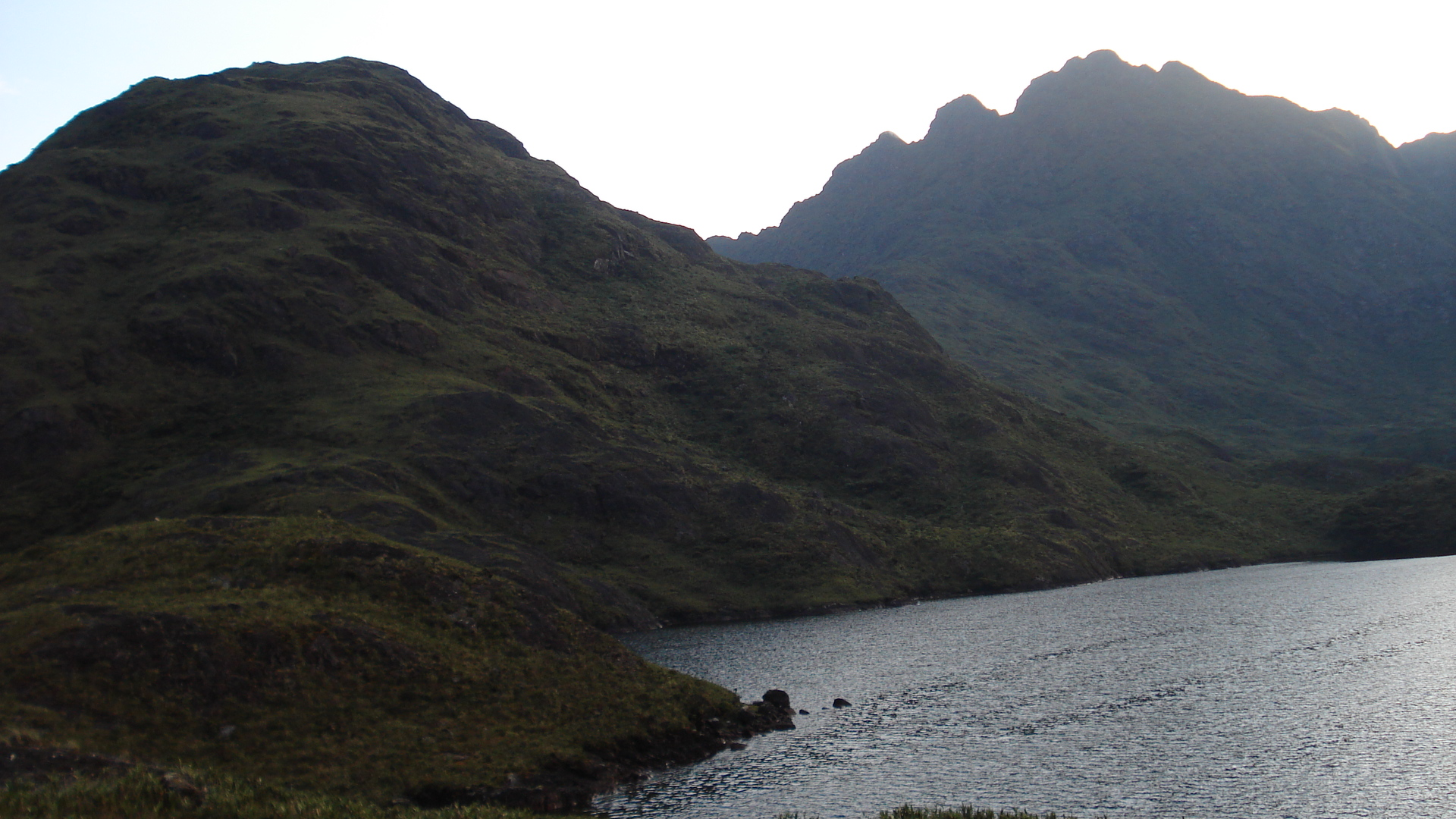
Lagunas del Compadre

El sistema lacustre Lagunas del Compadre es un conjunto de lagos formado por al menos 50 lagunas de origen glaciar,  ubicadas en la parte central del Parque Nacional Podocarpus. El sitio es fuente de algunos ríos de importancia local tales como el Sabanilla, Bombuscaro y Campana. El sistema lacustre también forma parte de las cabeceras de la cuenca binacional Catamayo – Chira y la cuenca del Zamora. La primera irriga gran parte del territorio perteneciente a la provincia de Loja, hacia el occidente; y, la segunda que aporta recursos hídricos a los ríos que se dirigen hacia la cuenca amazónica.

## Origen de su nombre
A nivel local, las Lagunas del Compadre forman parte de la historia cultural de la región. Su origen y nombre son atribuidos al señor Julio Bustamante, quien era conocido como “El Compadre” en el año de 1932, cuando se considera las descubrió, aunque no existe documentación comprobable publicada de este hecho. Por otra parte, algunos investigadores del tema establecen que los señores Temistocles Páez, Salvador Apolo y Arsemio Paz emprendieron en el año de 1910 una expedición para explorar el sector de la cordillera de Sabanilla, y de esta forma descubrieron las lagunas que en ese momento fueron denominadas las Lagunas de Sabanilla (CIESPAL sf). Sea cual fuere la realidad de este tema, es necesario sea investigado más a fondo en otro tipo de estudio, ya que su importancia para el acervo cultural de la colectividad lojana es innegable.

## Altitud
La altitud media del sitio es de 3300 m. Su cota altitudinal máxima es 3800 m. Y su cota altitudinal mínima es de 2800 m.

## Área
En total el Sistema Lacustre Lagunas del Compadre abarca 28.114,78 has.

## Ubicación
El sistema lacustre Lagunas del Compadre se encuentra en la región andina del sur del Ecuador. Según el nuevo proceso de planificación del Estado, pertenece a la Zona Siete del Ecuador, la que está conformada por las provincias de El Oro, Loja y Zamora Chinchipe (SENPLADES 2009).
| PROVINCIA        | CANTÓN  | PARROQUIAS                                                |
| ---------------- | ------- | --------------------------------------------------------- |
| Loja             | Loja    | Loja Malacatos San Pedro de la Bendita Vilcabamba Yangana |
| Zamora Chinchipe | Zamora  | Sabanilla                                                 |
|                  | Palanda | Valladolid El Porvenir del Carmen                         |

La localidad más importante cercana al sistema lacustre es la ciudad de Loja, cabecera cantonal del cantón Loja, provincia de Loja.

## Clima
El clima en sí en el Parque Nacional Podocarpus es variado; la presencia de la cordillera de los Andes, que marca el límite entre las provincias de Loja (Sierra) y Zamora Chinchipe (Oriente), influye notablemente en ello. El sistema lacustre de las Lagunas del Compadre se encuentra en esta divisoria, teniendo un clima lluvioso sub‐temperado, con temperaturas promedio entre 6 y 12 °C y una precipitación media anual de 1 500 a 2 000 mm (Ortiz 1997).

## Recursos naturales

### Flora
Este sitio alberga 99 especies vegetales cuya distribución es exclusiva del área protegida. Lozano et al. (2003) reporta que los géneros más
diversos en especies endémicas para el área protegida son Lysipomia (6 especies), Centrophogon y Brachyotum (5 especies). La mayor cantidad de especies endémicas del parque nacional Podocarpus están restringidas a los picos de las montañas andinas (franja de páramo y subpáramo), muchas de ellas ocupan pequeñas áreas. Entre las especies endémicas escasas pero con distribución al interior de la zona propuesta como sitio Ramsar se pueden nombrar Cardamine lojanensis, Centropogon erythraeus, Centropogon zamorensis, Aphelandra zamorensis, Miconia oellgaardii, Masdevallia picta, Pleurothallis nipterophylla (Lozano et al. 2003).

### Fauna
Esta región alto andina tiene el índice más alto de endemismo de los mamíferos en el país, particularmente el Tapirus pinchaque y Tremarctos ornatus. La avifauna del sitio está representada por especies andinas adaptadas a grandes alturas. Entre otras, hay algunas especies relevantes que también se consideran en la Lista Roja de la Unión Internacional para la Conservación de la Naturaleza, como Buthraupis wetmorei, Doliornis remseni, Metallura odomae, Coeligena iris, Phalcoboenus megalopterus y aves boreales migratorias como el Playero de Baird (Calidris bairdii).

### Valores hidrológicos
El mayor valor del sistema lacustre de las Lagunas del Compadre se fundamenta en los servicios ambientales que provee a todos los pobladores ubicados aguas abajo de su ubicación.
| Cuenca Hidrográfica                | Principales Afluentes                             |
| ---------------------------------- | ------------------------------------------------- |
| Cuenca Binacional Catamayo ‐ Chira | Río Yangana San Miguel Campana Malacatos          |
| Cuenca Binacional Chinchipe ‐ Mayo | Numbala Loyola San Luis Vergel Quebrada Honda     |
| Cuenca del Nangaritza              | Nambija Shaime                                    |
| Cuenca del Zamora                  | San Francisco Sabanilla Bombuscaro Jamboe Timbara |

Los ríos de la cuenca del Catamayo fluyen hacia el océano Pacífico, mientras que todos los restantes son afluentes de otros cuerpos de agua que aportar al río Marañón, para luego desembocar en el Atlántico.

## Actividades existentes

### Sitios de ingreso
El parque nacional Podocarpus posee varios sitios de ingreso; para acceder al sector de las Lagunas del Compadre se lo debe hacer por el sector de Cajanuma, oeste del parque, a 20 minutos de la ciudad de Loja. Este sitio posee un refugio, en el cual hay un centro de interpretación ambiental, y varias cabañas que sirven de alojamiento a los visitantes.

### Caminata
El sistema lacustre de las Lagunas del Compadre es considerado uno de los sitios más emblemáticos del parque nacional Podocarpus; cada año en los meses de noviembre o diciembre el sitio es visitado por turistas locales, nacionales y extranjeros, esto debido a que en esos meses el clima de este sitio es más benigno y permite acampar alrededor de las lagunas; el sitio más conocido para realizar estas actividades es la Laguna de El Ocho. De esta laguna se pueden hacer recorridos a otras lagunas ubicadas en sectores aledaños. Para acceder al sitio se tiene que efectuar una caminata de 15 km desde el refugio de Cajanuma; el recorrido es físicamente muy exigente, principalmente a través de los bordes del páramo del parque nacional.